# Caballococha
Caballococha es una ciudad peruana, capital del Distrito de Ramón Castilla y de la Provincia de Mariscal Ramón Castilla, en el Departamento de Loreto, Perú. Se ubica en el noreste del país, a orillas de la quebrada Caballococha, sobre la margen derecha del río Amazonas, cerca del Trapecio amazónico. Por su ubicación estratégica, a menos de 50 km de las localidades de Santa Rosa (Perú), Leticia (Colombia) y Tabatinga, se considera un importante punto de entrada y salida fluvial del Perú hacia la región fronteriza trinacional.
En el ámbito futbolístico, Caballococha posee su propia liga, denominada Liga Distrital de Fútbol de Ramón Castilla, que participa en la Copa Perú. Entre los clubes más representativos se encuentran el Club Deportivo Caballococha y el Club Deportivo Municipal, siendo el primero el campeón vigente.

## Leyenda local
Entre los pobladores existe una tradición oral que relata que la antigua ciudad de Caballococha fue sumergida por las aguas del lago Caballococha. Según esta leyenda, el libertinaje y las malas acciones de sus habitantes provocaron la ira de los espíritus de la selva, quienes hicieron que el río cubriera el asentamiento original. Se cuenta que dos ancianos advirtieron a la población sobre la catástrofe, pero no fueron escuchados. Como consecuencia, el poblado desapareció junto con sus habitantes. En épocas de estiaje, cuando el nivel del agua desciende notablemente, algunos pobladores afirman que pueden verse objetos domésticos antiguos —como ollas, platos y utensilios— en el fondo del lago.

## Reseña histórica de Caballococha
Según la leyenda que relata César Lequerica en su pequeño libro Sachachorro, existía antiguamente en el lugar donde esta el lago actual, un pueblo que un desbordamiento extraordinario del Amazonas se hubiera totalmente inundado, dejando en este mismo lugar un inmenso lago. Caballococha, nombre que despierta la curiosidad de todos, tiene su origen de esta misma leyenda que relata que en ciertas noches, salía del lago un enorme caballo cuyos relinchos sembraba el terror en los habitantes de los alrededores; de ahí el nombre Caballococha, caballo y cocha (lago).
El origen del pueblo actual está envuelto en tinieblas. El documento oficial más antiguo que ha sido descubierto es un certificado de bautismo fechado de 1845 y que empieza con estas palabras; "En la Iglesia de este Pueblo..." En su tercer libro de la historia del Perú, Raymondi señala que "en este lugar pintoresco hace treinta años" es decir antes de su viaje a Caballococha en el Pastaza en 1869, "no existía ningún pueblo"... Es solamente en 1845 que el vicario Pedro Celestino Flores fundó, en la ribera del pequeño río que sirve de desembocadura al lago, el pueblo que lleva el mismo nombre, Caballococha. Su población se componía de alrededor de 275 nativos ticunas y de algunos murichinos. Solamente hacia 1860, que los mestizos empezaron a establecerse.
Los primeros años de su existencia conocieron un pronto desarrollo. Ya, en 1869, este pueblo contaba con 400 habitantes. A fines del siglo pasado, Caballococha llegaba a su apogeo con la explotación del caucho. Estratégicamente situado, era el centro de actividad y de riquezas. Alcanzó una población de cerca de 4000 habitantes. Desgraciadamente, la caída inesperada de los precios del caucho le dio un golpe mortal. Según un empadronamiento local de 1935 por el P. P. Avencio Villarejo, O. S. A., la población era solamente de 550 habitantes. Desde entonces, esta población se debate entre la decadencia y la adaptación. Sin embargo, un débil esfuerzo de levantamiento parece ejercerse desde algunos años. En efecto, en el censo del distrito de Ramón Castilla en 1951, Caballo Cocha, su capital desde 1893, contaba con una población de 683 habitantes. Recientemente, el R. P. M. Anselmo Descary, franciscano canadiense, empadronaba, en los archivos de la parroquia, una población de 700 habitantes. El R. Padre se impuso él mismo la tarea de hacer este censo local.
Es el decir de los ancianos, la iglesia anterior de Caballococha, construida en 1900, reemplazaba a una capilla de pona cuya fecha de construcción no es posible precisar. Esta última reemplazaba a otra construida hacia el fin del año de 1845, existía al menos una capilla. Cuatro templos de Dios hicieron la gloria de Caballococha. De toda evidencia, la fe católica es la hermana melliza de su historia. Es alrededor de esta iglesia que se agrupa la población actual. Las casas rodean una plaza pública en el centro del cual se levanta un monumento "al soldado Cariguero" en recuerdo del pobre soldado nativo que debía llevar en hombros, a través de la selva, víveres y municiones durante el conflicto con Colombia (1932-1933).. Una pista de cemento rodea a este humilde monumento.
El R. P. Mariano Bonin fue el primer canadiense en encargarse del puesto de misión, el 27 de julio de 1946. En seguida, se puso a la obra de restaurar la iglesia y su propia residencia. Más tarde, sus esfuerzos se centralizaron totalmente en la preparación de una residencia para una comunidad religiosa española, las siervas de san José, que llegaron a Caballococha, el 12 de junio de 1954. Estas religiosas tomaron a cargo la dirección de la escuela para mujeres. La enseñanza religiosa de los varones era a cargo del padre Cura. Dos salas parroquiales testimonian igualmente del inmenso trabajo realizado por el reverendo Padre.
Durante largos años, el pueblo pudo beneficiarse de un alumbrado precioso, gracias a la generosidad de su párroco. Este detalle y muchos otros determinaron el Consejo Provincial de Caballo Cocha, el 28 de julio de 1952, a otorgar al R. P. Mariano un diploma de "Honor al mérito". 
Hoy, Caballococha se perfila como uno de los pueblos mejores organizados de la selva. Goza de un gobernador, un juez de paz, una municipalidad, un puesto de policía, un banco y un pequeño hospital, dos escuelas primarias para varones y para mujeres y de un generador eléctrico desde julio de 1958. Igualmente, es uno de los pocos pueblos de esta región amazónica que se han beneficiado de un sacerdote con residencia. Los archivos de esta parroquia conservan una lista de 38 sacerdotes que se sucedieron desde su fundación, desplegaron un celo sostenido por el desarrollo material y espiritual del pueblo y de los alrededores. Su semilla ha producido ya dos vocaciones sacerdotales y agustinas. Dos jóvenes seminaristas prosiguen sus estudios en el seminario Santo Toribio de Lima.

## Geografía
La ciudad de Caballococha se encuentra a una distancia de 325 km de la ciudad de Iquitos, latitud sur de 3º55' y a 70º34' latitud oeste, a 60 m s. n. m. ; en la margen izquierda del lago Caballococha, cuya desembocadura es de más de 3 km aproximadamente.

## Turismo
Caballococha es muy visitada por ser una ciudad fronteriza y para llegar a ella es posible viajar 2 días en lancha, 8 a 9 horas en un rápido o ferry, o acceder vía aérea desde Iquitos. Tanto la ciudad como toda la provincia juegan un papel muy importante en la comunicación fronteriza con países vecinos como Brasil y Colombia. Asimismo la ciudad cuenta con los servicios básicos para atender a los turistas que visitan el lugar.
La zona cuenta con una gran diversidad biológica (ecosistemas, especies y material genético de gran importancia), varios paisajes naturales y una población indígena integrada por diferentes etnias que conforman uno de los atractivos de gran interés para los turistas extranjeros y nacionales, la actividad turística en la zona se viene incrementando cada año, lo cual ha determinado que el uso de los recursos sea ordenado y responsable que conlleve a una conservación aceptable de dichos recursos, se debe mencionar también que los entes comprometidos con el sector se han visto obligados a brindar paquetes turísticos de mejor calidad, dando prioridad al turismo ecológico, promoviendo la conservación de áreas muy importantes para aprovechar sus recursos.

### Clima
| Parámetros climáticos promedio de Caballococha (Loreto) | Parámetros climáticos promedio de Caballococha (Loreto) | Parámetros climáticos promedio de Caballococha (Loreto) | Parámetros climáticos promedio de Caballococha (Loreto) | Parámetros climáticos promedio de Caballococha (Loreto) | Parámetros climáticos promedio de Caballococha (Loreto) | Parámetros climáticos promedio de Caballococha (Loreto) | Parámetros climáticos promedio de Caballococha (Loreto) | Parámetros climáticos promedio de Caballococha (Loreto) | Parámetros climáticos promedio de Caballococha (Loreto) | Parámetros climáticos promedio de Caballococha (Loreto) | Parámetros climáticos promedio de Caballococha (Loreto) | Parámetros climáticos promedio de Caballococha (Loreto) | Parámetros climáticos promedio de Caballococha (Loreto) |
| Mes                                                     | Ene.                                                    | Feb.                                                    | Mar.                                                    | Abr.                                                    | May.                                                    | Jun.                                                    | Jul.                                                    | Ago.                                                    | Sep.                                                    | Oct.                                                    | Nov.                                                    | Dic.                                                    | Anual                                                   |
| ------------------------------------------------------- | ------------------------------------------------------- | ------------------------------------------------------- | ------------------------------------------------------- | ------------------------------------------------------- | ------------------------------------------------------- | ------------------------------------------------------- | ------------------------------------------------------- | ------------------------------------------------------- | ------------------------------------------------------- | ------------------------------------------------------- | ------------------------------------------------------- | ------------------------------------------------------- | ------------------------------------------------------- |
| Temp. máx. media (°C)                                   | 30.7                                                    | 30.8                                                    | 30.7                                                    | 30.7                                                    | 30.2                                                    | 29.8                                                    | 30                                                      | 30.8                                                    | 31.1                                                    | 31.3                                                    | 31.3                                                    | 31.1                                                    | 30.7                                                    |
| Temp. media (°C)                                        | 26.1                                                    | 26.1                                                    | 26.1                                                    | 26.1                                                    | 25.8                                                    | 25.3                                                    | 25.1                                                    | 25.8                                                    | 26                                                      | 26.4                                                    | 26.5                                                    | 26.3                                                    | 26                                                      |
| Temp. mín. media (°C)                                   | 21.5                                                    | 21.5                                                    | 21.6                                                    | 21.5                                                    | 21.4                                                    | 20.9                                                    | 20.2                                                    | 20.8                                                    | 20.9                                                    | 21.5                                                    | 21.7                                                    | 21.5                                                    | 21.3                                                    |
| Lluvias (mm)                                            | 246                                                     | 255.2                                                   | 245                                                     | 230                                                     | 178                                                     | 134                                                     | 111                                                     | 110                                                     | 131                                                     | 172                                                     | 203                                                     | 220                                                     | 2235.2                                                  |
| Días de lluvias (≥ 1 mm)                                | 23                                                      | 22                                                      | 23.1                                                    | 21.1                                                    | 20.2                                                    | 17                                                      | 15                                                      | 15                                                      | 17                                                      | 21                                                      | 21                                                      | 23                                                      | 238.4                                                   |
| Fuente: climate-data.org                                |                                                         |                                                         |                                                         |                                                         |                                                         |                                                         |                                                         |                                                         |                                                         |                                                         |                                                         |                                                         |                                                         |